# STAT protein
Proteiny rodiny STAT (z ang. "Signal Transducer and Activator of Transcription") mají duální roli přenašečů signálu a transkripčních faktorů. Tím, že ovlivňují diferenciaci, proliferaci, migraci a apoptózu buněk  se podílejí na udržení humorální a imunitní homeostázy a na embryonálním vývoji. Doposud bylo u savců popsáno sedm členů této rodiny (STAT1, STAT2, STAT3, STAT4, STAT5a, STAT5b a STAT6).

## Struktura

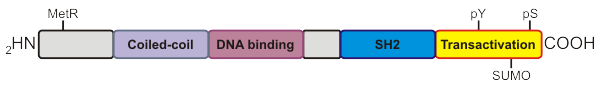
Struktura STAT proteinů

Všechny známé STAT proteiny mají podobnou modulární strukturu. Obsahují doménu vázající DNA, SH2 doménu důležitou pro dimerizaci STAT proteinů a transaktivační doménu sloužící k vazbě dalších proteinů při DNA transkripci.

## Signální dráha
V klidovém stádiu se latentní STAT proteiny vyskytují v cytoplazmě, podle nových poznatků fluktuují mezi jádrem a cytoplazmou. K aktivaci vyžadují fosforylaci, která je zprostředkována tyrosinkinázami rodiny Janus (JAK kinázy) po navázání cytokinů (např. IL-2, IL-4, IL-12, IFN-α) nebo růstových faktorů a jiných hormonů na buněčné receptory. Fosforylované STAT proteiny dimerizují a translokují do jádra, kde se vážou na specifické sekvence v promotorech příslušných genů a modulují jejich expresi.

## Funkce
Ačkoliv se strukturně podobají, svými funkcemi se liší. Jednotlivé STAT proteiny totiž reagují na odlišné vnější podněty a jejich aktivace vede k rozdílným výsledkům. Odpověď na IL-12 vede přes STAT4 k diferenciaci pomocného T-lymfocytu ve směru Th1, zatímco reakce na IL-4 přes STAT6 k Th2 odpovědi, STAT3 ve směru Th17 buněk 17 (Th17) a STAT5a/b se podílejí na vývoji a diferenciaci regulačních T-lymfocytů (Treg). Kromě imunitních funkcí je mimo jiné STAT3 nezbytný pro embryonální vývoj, STAT5a pro produkci mléka a STAT5b pro sexuální dimorfismus v rychlosti růstu.